# Кіліанн Сідійя
Кіліанн Сідійя (фр. Kiliann Sildillia, нар. 16 травня 2002, Монтіньї-ле-Мец) — французький футболіст, захисник нідерландського клубу ПСВ.

## Клубна кар'єра
Народився 16 травня 2002 року в місті Монтіньї-ле-Мец. Вихованець юнацьких команд футбольних клубів «АС Монтіньї-ле-Мец», «АПМ Мец» та «Мец».
У дорослому футболі дебютував 2019 року виступами за команду «Мец-2», в якій провів один сезон, взявши участь у 7 матчах чемпіонату. 
Своєю грою за цю команду привернув увагу представників тренерського штабу клубу «Фрайбург» II, до складу якого приєднався 2020 року. Відіграв за дублерів фрайбурзького клубу наступні два сезони своєї ігрової кар'єри. Більшість часу, проведеного у складі другої команди «Фрайбурга», був основним гравцем захисту команди.
До головної команди «Фрайбурга» приєднався 2021 року.
16 липня 2025 року підписав контракт на п'ять років з чемпіоном Нідерландів — клубом ПСВ.

## Виступи за збірні
У 2017 році дебютував у складі юнацької збірної Франції (U-16), загалом на юнацькому рівні взяв участь у 13 іграх.
З 2023 року залучається до складу молодіжної збірної Франції. На молодіжному рівні зіграв у 2 офіційних матчах.

## Титули і досягнення
- Володар Суперкубка Нідерландів (1):

«ПСВ»: 2025
Олімпійська збірна Франції
- Срібні медалі Олімпійських ігр 2024[1]